# شاكر البدري
شاكر بن السيد محمود البدري (1330-1415هـ/ 1912-1994م)، وهو أديب وشاعر ومحدث وفقيه ومؤلف ومحقق لكثير من المخطوطات والكتب الإسلامية، شغل منصب المدرس الأول في المدرسة الآصفية ببغداد، ويعتبر من أشهر علماء الدين في العراق.

## نسبه
هو شاكر بن محمود بن حمودي بن ظاهر بن حمد بن علي بن حسن بن عرموش بدري (جد عشيرة البو بدري وهي أحد عشائر مدينة سامراء المعروفة) بن حسين (الملقب بعرموش) بن علي بن سعيد بن بدري، وعائلة البدري عائلة يرجع نسبها إلى الامام علي بن أبي طالب.

## ولادته وسيرته
ولد الشيخ السيد شاكر البدري في عام 1912م، في محلة جديد حسن باشا بجانب الرصافة من بغداد.
وبدأ دراسته الأولية على يد والدهِ محمود البدري مؤسس أول مدرسة أهلية في بغداد ذات النظام الدراسي الخاص، وأسماها أولاً (بغداد جديد حسن باشا خصوصي–صبيان مكتبي) في العهد العثماني، ثم أسماها (مدرسة التهذيب البدرية) بعد احتلال بغداد من قبل الإنكليز عام1917، ودرس فيها شاكر مع أخيه صالح البدري ثم انتقل منها إلى المدرسة الحيدرية، حيث كان والده يدرس فيها العلوم الدينية وقواعد التلاوة للقرآن الكريم، ومنها انصرف إلى الدراسة العلمية ونال الإجازة العامة في العلوم النقلية والعقلية، وبعدها يَمَّم القاهرة ببعثة دراسية بعد اجتيازهِ الامتحان العلمي في بغداد والقاهرة سنة 1939م، وقضى في كلية الشريعة بالأزهر الشريف سنة دراسية واحدة، ولما قامت الحرب العالمية الثانية وتحتم رجوع البعثات إلى أوطانها رجع مع من رجع وعاد إلى الاشتغال بالدراسات الدينية والعلمية والأدبية. ثم عين في الوظائف العلمية بعد اجتيازه الامتحان العلمي التابع للأوقاف في بغداد.
ولقد أخذ الإجازة ودرس على يد كبار علماء بغداد والقاهرة منهم الشيخ مصطفى المدرس مدرس جامع الوزير، والشيخ قاسم القيسي مدرس مدرسة نائلة خاتون ومفتي الديار العراقية، والملا نجم الدين الواعظ والشيخ يوسف العطا مدرس جامع القبلانية ومفتي الديار العراقية، والشيخ عبد المحسن الطائي مدرس جامع الحيدرخانة، والشيخ محمد رشيد آل داود والشيخ محمد درويش الآلوسي والشيخ عبد الجليل آل جميل مدرس المدرسة الآصفية والشيخ حمدي الأعظمي عميد كلية الشريعة، والشيخ سليمان سالم مدرس جامع الأزبك، أما شيوخه في القاهرة فهم الشيخ محمد حبيب الله الشنقيطي المالكي والعلامة الشيخ طنطاوي الجوهري صاحب تفسير الجواهر وكذلك أجازه الشيخ محمد زاهد الكوثري.
ويعتبر العلامة شاكر البدري على جانب كبير من العلم والمعرفة، وكان مدرساً ومفسراً وخطيباً وكاتباً وقد أتقن اللغة الانكليزية، والفارسية، والتركية، ثم عين خطيباً في جامع نازندة خاتون ثم انتقل بعدها إلى جامع الأزبك، ومنها إلى جامع الآصفية، كما عين واعظاً عاما للواء بغداد، ومدرس في جامع الصاغة ببغداد جامع عثمان أفندي وبعدها عين مدرس في جامع الآصفية ثم عين مديراً لمعهد الاصفية الشرعي.
ولقد قرأ عليه الشيخ صبحي السامرائي: الآجرومية وشروحها، وشرح القطر وشذور الذهب وشرح ابن عقيل والمغني، والمختصر والمطول في المعاني، والمجموعة الصرفية، وحاشية جلال الدين المحلي على جمع الجوامع للسبكي، وشرح الورقات، وقرأ عليه فقه السادة الشافعية (الكثير من مغني المحتاج ومتن أبي شجاع)، وقرأ موطأ الإمام مالك كاملاً، في مسجد الآصفية وأجازه إجازة عامة وذكر الشيخ عن الشيخ السيد شاكر أنه إذا ختمنا الدرس يرتجز قائلا:
(إلى هنا إلى هنا صيّرنا إلهنا)
وكان الشيخ صبحي السامرائي يجلهُ كثيراً ويذكره بالعلم والفقه ونص على أن الشيخ شاكر البدري من أتقن من برع بعلوم الآلة في العراق، وذكر الشيخ صبحي السامرائي أنه لما ذهب الشيخ شاكر إلى مصر تعجبوا من سعة علمهِ واطلاعه، وقال الشيخ صبحي السامرائي: كان الشيخ شاكر (رحمه الله) خطيباً مفوهاً وشاعراً مرتجلاً.

## وفاته
توفي ببغداد في الساعة الواحدة والنصف ظهراً من يوم الأثنين 14 ربيع الثاني 1415هـ/ 19 أيلول 1994م.